# 本島汽船
本島汽船株式会社（ほんじまきせん）は、香川県丸亀市の海運会社である。丸亀港と塩飽諸島の本島、牛島を結ぶ航路を運航している。

## 概要
丸亀市の離島である本島及び牛島と四国本土を連絡する航路を運営、牛島では唯一の定期航路となっている。
1967年（昭和42年）、個人事業として本島 - 丸亀の航路を運航していた三者(西讃小型定期船組合)から事業を継承し、1999年（平成11年）9月までは、本島・牛島の各集落と丸亀との間に旅客船を運航していた。同年10月1日、下津井 - 本島 - 丸亀のフェリー航路を運航していた関西急行フェリーが撤退するのに際し、航路と一部船舶を継承、本州と四国を結ぶ航路と、フェリーの運航も行うようになった。その後本州航路からは撤退し、2022年（令和4年）現在は本島 - 丸亀のフェリー、本島 - 牛島 - 丸亀の旅客船を運航している。
長らく本島の吉田家がオーナーを務めていたが、現在は加藤汽船傘下に入っている。

## 航路

### 運航中の航路
- 本島 - 牛島 - 丸亀

距離10km、所要時間 フェリー30～35分、旅客船20分
一日フェリー4往復、旅客船4往復、旅客船のうち1.5往復が牛島寄港、他に本島 - 牛島に旅客船1往復

### 過去の航路
- 本島 - 下津井

所要時間15分
関西急行フェリーより継承、継承直前には下津井 - 本島 - 丸亀に一日9往復のフェリーが運航されていたが、下津井発着は旅客船による一日3往復に縮小された。
- 本島 - 児島観光港

距離13.0km、所要時間30分
2000年（平成12年）、上記下津井航路の発着場所を下津井から児島駅近くの児島観光港に変更するとともに、六口丸海運、瀬戸大橋観光船協会との三社による4往復の運航となるが、2004年（平成16年）本島汽船は撤退、2022年現在は六口丸海運による単独運航となっている。
- 福田(本島) - 尻浜(本島) - 生の浜(本島) - 丸亀

距離12.6km、一日1往復、所要時間1時間
「俊英丸」から継承、本島西海岸の各集落と丸亀を結ぶ航路。1993年（平成4年）4月10日廃止
- 笠島(本島) - 甲生(本島) - 泊(本島) - 小阪(本島) - 里浦(牛島) - 小浦(牛島) - 丸亀

距離15.8km、一日1往復、他に小阪 - 泊 - 里浦に区間便2往復。所要時間1時間20分
「桐丸」「勢晄丸」を継承・統合。本島東海岸の各集落と牛島、丸亀を結ぶ航路

## 船舶

### 就航中の船舶

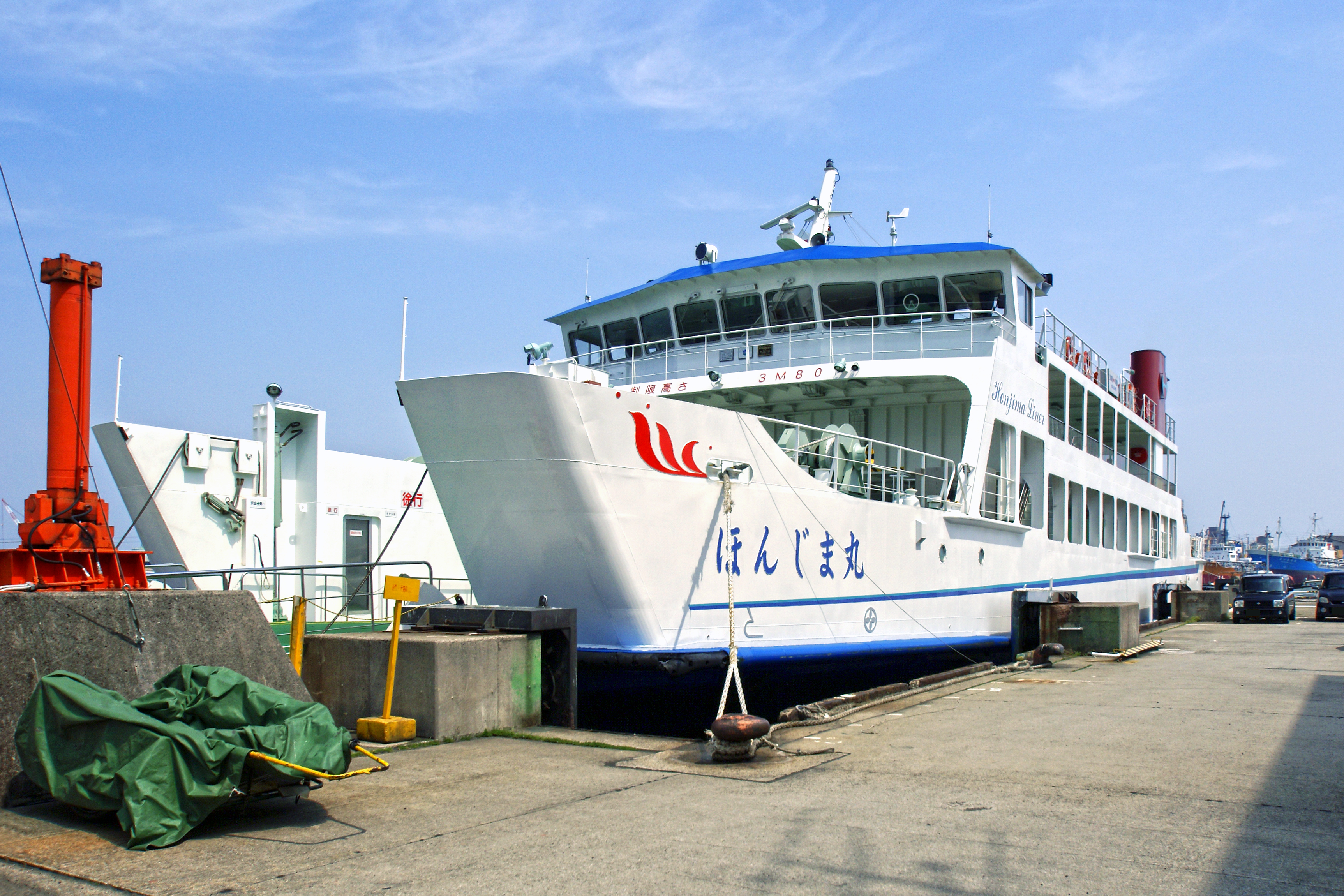
ほんじま丸（2007年）

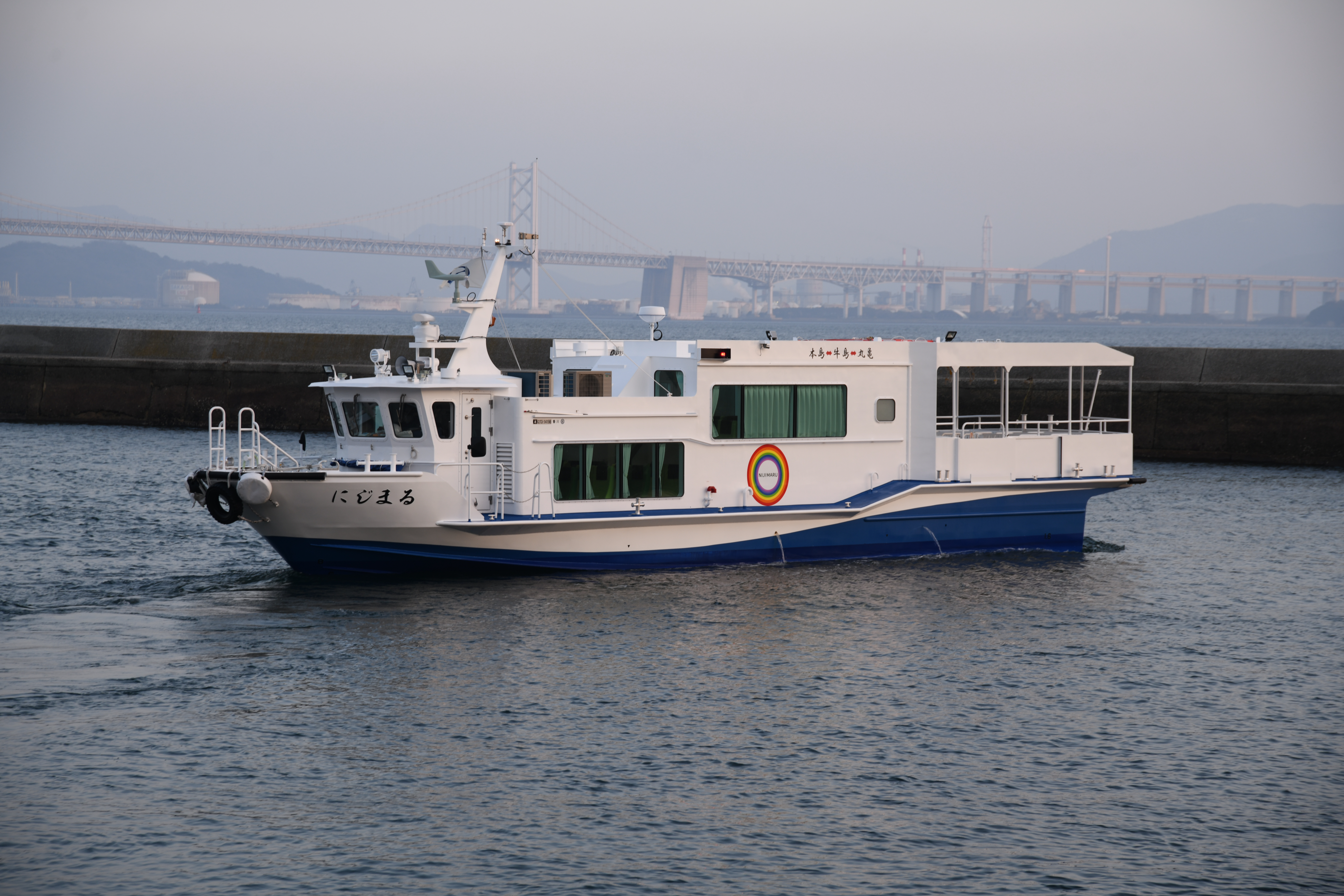
にじまる（2023年）

- ほんじま丸（フェリー）[9]

2006年11月竣工・就航、本瓦造船建造
398総トン、全長49.90m、幅10.50m、深さ3.7m、ディーゼル2基、機関出力2,000ps、航海速力13.0ノット
旅客定員240名、トラック5台
- にじまる（旅客船）[10]

2022年11月7日就航
19総トン、全長19.10m、幅4.00m、航海速力21ノット、旅客定員80名

### 過去の船舶

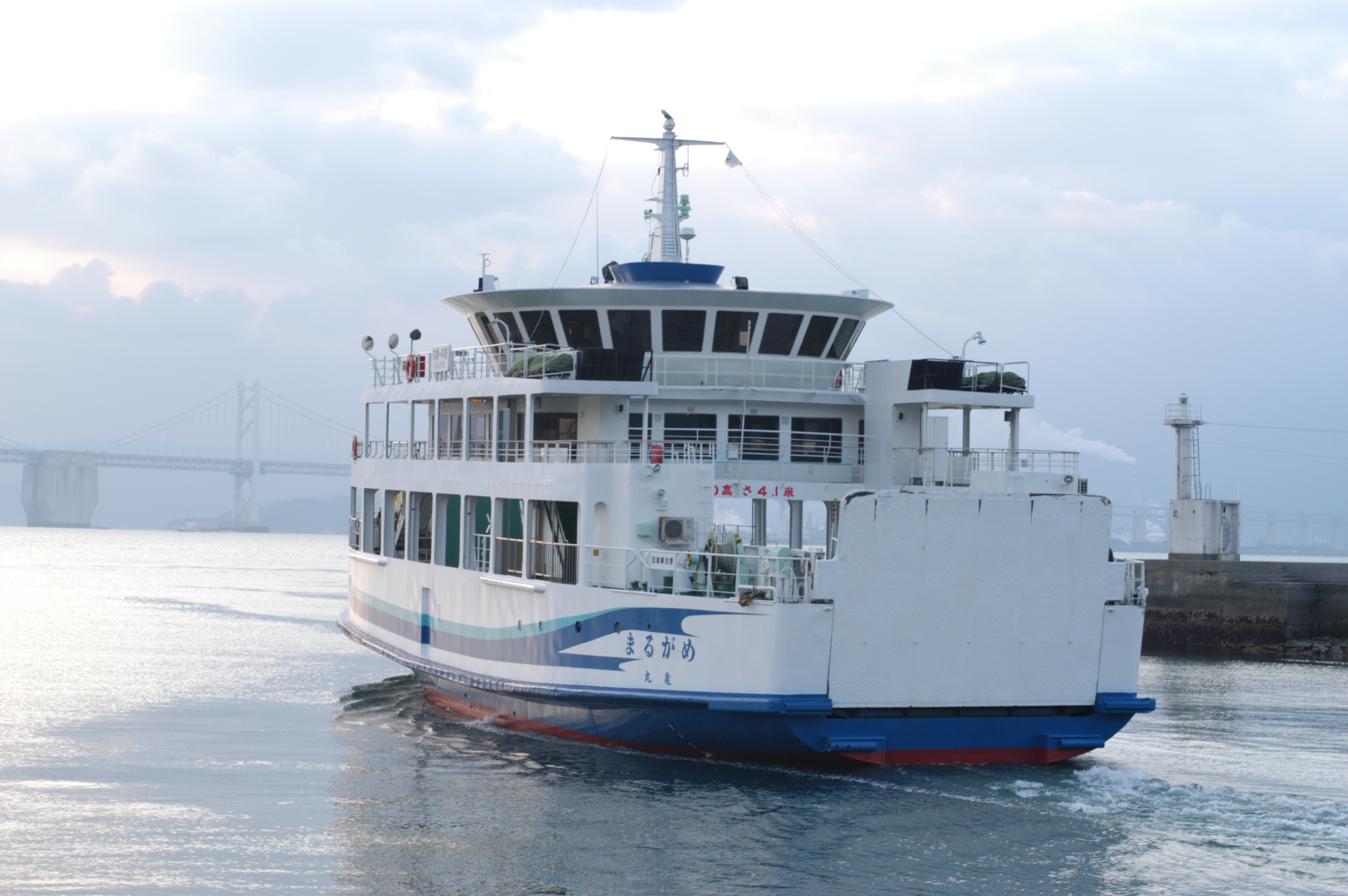
まるがめ（2005年）

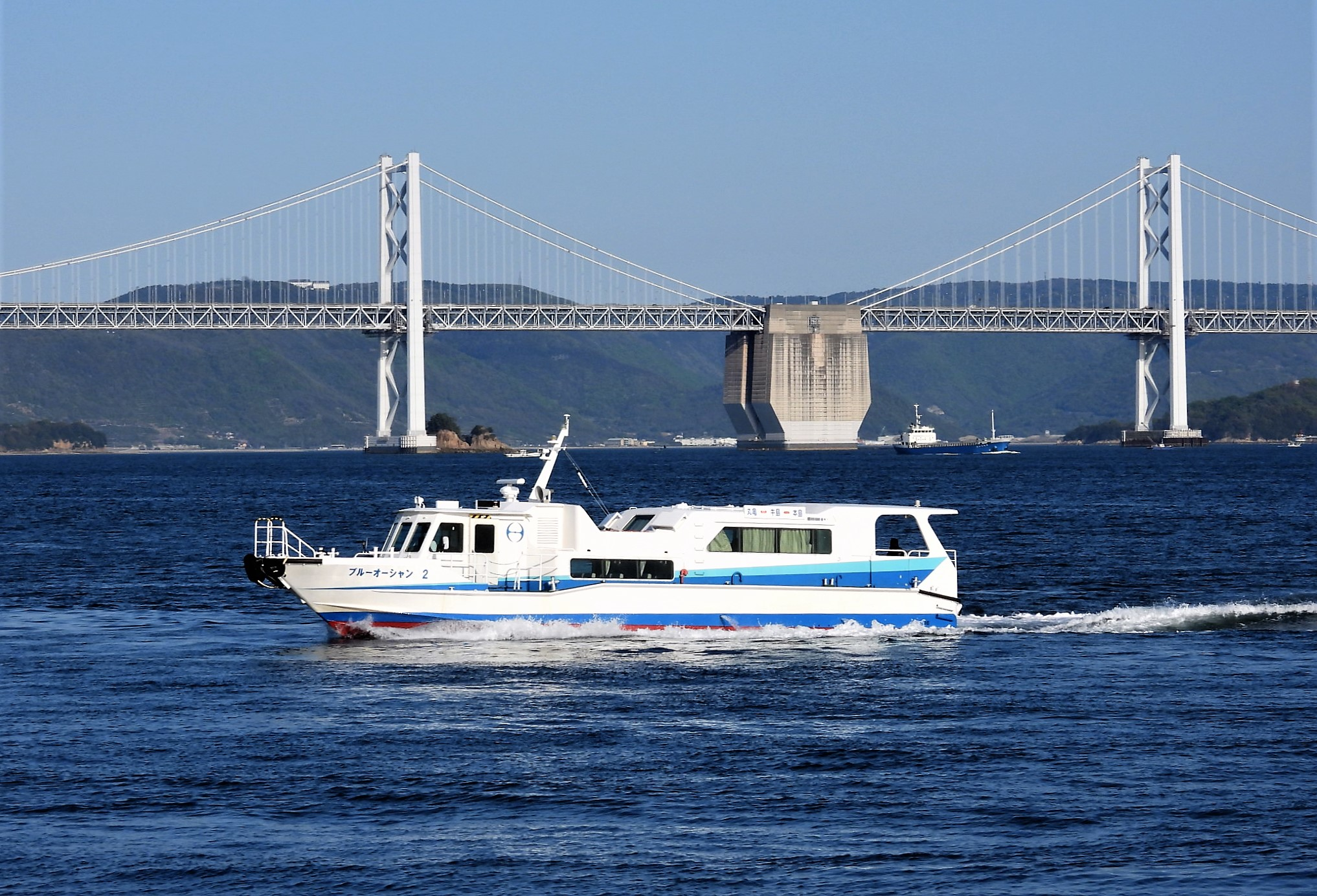
ブルーオーシャン2（2021年）

- 桐丸 (旅客船)[12]

1952年2月進水、木造、個人事業主より継承
17.10総トン、ディーゼル1基、機関出力60ps、航海速力9ノット、旅客定員60名
- 住吉丸 (旅客船)[12]

1953年5月進水、木造
4.90総トン、ディーゼル1基、機関出力22ps、航海速力5ノット、旅客定員21名
- 俊英丸 (旅客船)[12]

1955年3月進水、木造、個人事業主より継承
4.80総トン、ディーゼル1基、機関出力16ps、航海速力5ノット、旅客定員33名
- 勢晄丸 (旅客船)[13]

1965年建造。木造、個人事業主より継承
19総トン、ディーゼル1基、機関出力90ps、航海速力8ノット、旅客定員61名
- 第五桐丸 (旅客船)[14]

1965年6月進水、個人船主所有(用船)、木造
4.80総トン、ディーゼル1基、機関出力30ps、航海速力6ノット、旅客定員33名
- 本島丸 (旅客船)[15]

1968年7月竣工、井筒造船所建造
41.23総トン、登録長18.66m、型幅4.21m、型深さ1.80m、ディーゼル1基、機関出力160ps、航海速力9.50ノット、旅客定員85名
- 第三本島丸 (旅客船)[16]

1980年9月進水、FRP製
6.76総トン、ディーゼル1基、機関出力130ps、航海速力10.00ノット、旅客定員22名
- 第五本島丸 (旅客船)[17]

1989年1月12日竣工、同月17日就航、仁尾興産建造、船舶整備公団共有、FRP製
25総トン、全長19.7m、幅4.3m、深さ1.8m、ディーゼル1基1軸、機関出力800ps、航海速力16ノット、旅客定員84名
- まるがめ（フェリー）[18]

1988年3月竣工、同年4月11日就航、新来島どっく太平工場建造、関西急行フェリーより継承
385総トン、全長41.63m、型幅11.00m、型深さ3.80m、ディーゼル2基。機関出力1,700ps、航海速力12.60ノット
旅客定員242名、大型バス4台または乗用車28台
2007年売船。姉妹船の「しもつい」は継承されず売船、せとうち物流「さくら」に改名。
- ブルーオーシャン (旅客船)[19]

関西急行フェリーより買船
19総トン
- ブルーオーシャン2（旅客船）[2]

2002年1月就航、2022年11月7日終航
19総トン、ディーゼル2基、機関出力1,020ps、航海速力21.0ノット、旅客定員78名